# 近藤広務
近藤 広務（こんどう ひろむ、11月7日 - ）は、日本の男性声優。埼玉県出身。
以前はオフィス薫、リマックスに所属していた。

## 出演作品

### テレビアニメ
- 超ぽじてぃぶ! ファイターズ（2004年、トレイ・ヒルマン、強肩くん、巨大魔人）
- 銀魂（2006年、団子屋の親父）
- 結界師（2006年、愛川さん）
- 太陽の黙示録（2006年、官僚、反日議員）
- 内閣権力犯罪強制取締官 財前丈太郎（2006年、桂木直人）
- パッタ ポッタ モン太（2006年、サンタ）
- シグルイ（2007年、平八郎）
- 獣神演武 HERO TALES（2007年、団員）
- DEATH NOTE（2007年、スキア）
- NARUTO -ナルト- 疾風伝（2007年、水の国の大名、紅の父）
- 忍たま乱太郎（2007年、網問〈初代〉）
- ドルアーガの塔 〜the Aegis of URUK〜（2008年、衛兵）
- ポルフィの長い旅（2008年、猟師）
- 魍魎の匣（2008年、警官、記者A、若手刑事）
- 青い文学シリーズ「桜の森の満開の下」（2009年、男1）

### 劇場アニメ
- 劇場版 甲虫王者ムシキング グレイテストチャンピオンへの道（2005年）
- TRIGUN Badlands Rumble（2010年）

### Webアニメ
- いくぜっ! 源さん（2008年、犬吉、蕎麦屋、通行人、蕎麦屋の親父）

### ゲーム
- 義経英雄伝（2005年）
- ブルードラゴン（2006年、熱波のサイ）
- 謎惑館 〜音の間に間に〜（2011年）

### 吹き替え

#### 映画
- アルマゲドン2007
- アルマゲドン2008
- イン・ハー・シューズ
- インファナル・アフェアIII 終極無間
- ウォンタクの天使（天使/チョン・ミンジェ）
- 王妃マリー・アントワネット
- コラテラル・ダメージ ※フジテレビ版
- ザ・バンク 堕ちた巨像
- シックハウス（守衛）
- スターシップ・トゥルーパーズ3
- スモーキン・エース/暗殺者がいっぱい
- 007 カジノ・ロワイヤル ※ソフト版
- 父親たちの星条旗
- 沈黙の脱獄
- デスペラード
- デビル・リベンジャー 復讐の殺人者
- トロイ
- バンテージ・ポイント
- 必殺処刑人
- ペイチェック 消された記憶 ※テレビ朝日版
- ホロコースト -アドルフ・ヒトラーの洗礼-
- マッスルモンク
- レイヤー・ケーキ
- レジェンド・オブ・ゾロ
- ワイルド・スピードX3 TOKYO DRIFT
- ワールド・トレード・センター

#### ドラマ
- アグリー・ベティ（サントス）
- ギルモア・ガールズ（マックス）
- クリミナル・マインド FBI行動分析課（ホロウマン）
- クリミナル・マインド 特命捜査班レッドセル
- 刑事トム・ソーン2 臆病な殺人者
- ザ・パシフィック
- スーパーナチュラル
- スタートレック:エンタープライズ
- デスパレートな妻たち
- プライベート・プラクティス4
- ボードウォーク・エンパイア 欲望の街
- ミディアム 霊能者アリソン・デュボア
- LOST

#### アニメ
- おさるのジョージ
- スパイダーマン
- ビリー&マンディ（ナーゴル〈二代目〉）
- プチバンピ（おじいちゃん[2]）

### 舞台
- 三人姉妹
- テンペスト